# Viện Thiết kế, Quân đội nhân dân Việt Nam
Công ty Trách nhiệm hữu hạn Một thành viên Tư vấn thiết kế và Đầu tư xây dựng, phiên hiệu quân sự: Viện Thiết kế trực thuộc Tổng cục Hậu cần, là đơn vị doanh nghiệp tư vấn thiết kế lĩnh vực xây dựng đầu ngành của Bộ Quốc phòng.

## Lịch sử hình thành
- Ngày thành lập: ngày 23 tháng 1 năm 1955
- Trụ sở chính: 21 Lê Văn Lương, Thanh Xuân, Hà Nội
- Tiền thân là Phòng Thiết kế thuộc Cục Doanh trại, Tổng cục Hậu cần.
- Năm 1993, Thành lập Công ty khảo sát thiết kế và tư vấn xây dựng
- Năm 2005, Công ty chuyển về trực thuộc Bộ Quốc phòng.
- Năm 2022, bàn giao nguyên trạng Viện Thiết kế trực thuộc Bộ Quốc phòng sang Tổng cục Hậu cần quản lý.

## Lãnh đạo hiện nay
- Viện trưởng: Đại tá Hoàng Tuấn
- Phó Viện trưởng: Đại tá Bùi Văn Sơn
- Phó Viện trưởng: Đại  tá Khổng Vũ Long
- Phó Viện trưởng: Đại tá Nguyễn Trường Sơn

## Tổ chức

### Cơ quan trực thuộc
- Văn phòng
- Phòng Kế hoạch
- Phòng Chính trị
- Phòng Tài chính
- Phòng Kỹ thuật
- Phòng Thiết kế mẫu và Nghiên cứu Khoa học

### Các Trung tâm
- Trung tâm Tư vấn Xây dựng số 1
- Trung tâm Tư vấn Xây dựng số 2
- Trung tâm Tư vấn Xây dựng số 3
- Trung tâm Tư vấn Xây dựng số 4
- Trung tâm Tư vấn Xây dựng số 5
- Trung tâm Tư vấn Xây dựng số 6
- Trung tâm Quy hoạch hạ tầng - ngầm 1
- Trung tâm Giao thông thủy lợi - cảng - công trình thủy 1
- Trung tâm Tư vấn Dự án và công trình đặc biệt 1
- Trung tâm Khoa học công nghệ và môi trường xây dựng quân sự
- Trung tâm thí nghiệm và kiểm định chất lượng công trình
- Trung tâm Quản lý dự án và tư vấn giám sát 1
- Xí nghiệp KS và KKTNN 1
- Xí nghiệp KS và KKTNN 2
- Xưởng In 1

### Phân viện Miền Trung
- Ban Kế hoạch hành chính
- Ban Tài chính Kế toán
- Ban Kỹ thuật
- Trợ lý chính trị

- Trung tâm tư vấn xây dựng số 9
- Trung tâm Tư vấn dự án và công trình đặc biệt 3

### Phân viện Miền Nam
- Ban Kế hoạch hành chính
- Ban Tài chính Kế toán
- Ban Kỹ thuật
- Trợ lý chính trị
- Trung tâm Tư vấn xây dựng số 7
- Trung tâm Tư vấn xây dựng số 8
- Trung tâm Quy hoạch hạ tầng - ngầm 2
- Trung tâm Tư vấn Dự án và công trình đặc biệt 2
- Xí nghiệp KS và KKTNN 3
- Trung tâm Giao thông thủy lợi - cảng - công trình thủy 2
- Xuởng In 2